# Рассвет (Новокузнецкий район)
Рассвет — посёлок в Новокузнецком районе Кемеровской области. Входит в состав Загорского сельского поселения.

## География
Центральная часть населённого пункта расположена на высоте 249 метров над уровнем моря.

## Население
| 2010 |
| ---- |
| 829  |

По данным Всероссийской переписи населения 2010 года, в посёлке Рассвет проживает 829 человек (410 мужчин, 419 женщин).

## Экономика
В окрестностях расположено несколько промышленных предприятий, в том числе ООО Энергоуголь, зарегистрировано 9 индивидуальных предпринимателей.